# Марта Нореліус
Марта Нореліус (англ. Martha Norelius, 22 січня 1909 — 25 вересня 1955) — американська плавчиня.
Олімпійська чемпіонка 1924, 1928 років.